# Brzezinka (województwo mazowieckie)
Brzezinka – wieś sołecka w Polsce położona w województwie mazowieckim, w powiecie otwockim, w gminie Karczew. Leży nad rzeczką Jagodzianką.
W latach 1975–1998 miejscowość administracyjnie należała do województwa warszawskiego.
Wierni Kościoła rzymskokatolickiego należą do parafii św. Wita w Karczewie.

## Historia
Brzezinka powstała w XIX wieku na gruntach folwarku Wola Sobiekurska jako miejsce zamieszkania jego pracowników. Pierwszym z mieszkańców był, pochodzący z Łukówca, Karol Oraszka (1824 – 1879). Początkowo osadnicy nie mieszkali w Brzezince na stałe, później jednak zaczęli przybywać do niej pierwsi stali mieszkańcy, wśród których byli m.in. Stanisław Wróbel (1862 – 1941) z Zabieżek, Józef Miros (1872 – 1950) z Dębinki, Jan Dudzicki (1880 – 1949) z Kępy Nadbrzeskiej, podobnie jak Władysław Kuźmiński (1882 – 1911), Antoni Białek (1887 – 1951) z Łukówca oraz Andrzej Jobda (1901 – 1985), także z tejże wsi. W końcu XIX wieku w Brzezince znajdowało się 9 zabudowań.